# معرض فردي

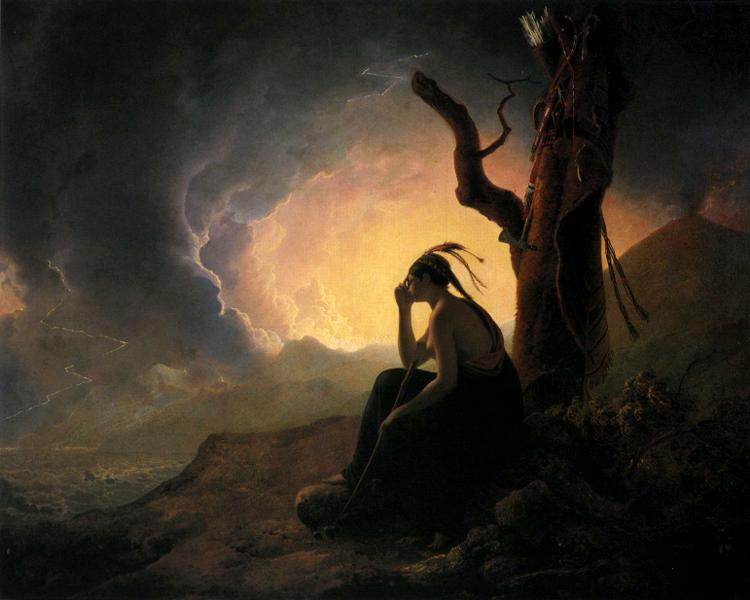
عُرضَت الأرملة الهندية في أول معرض فردي مُسجل للفنون في بريطانيا، أقامهُ جوزيف رايت من دربي في عام 1785

العرض الفردي هو معرض لأعمال فنَّان واحد فقط ويعد شكلاً من أشكال الفن المعاصر، قد يكون العمل الفني لوحات أو رسومات أو نُقوش أو كولاج أو منحوتة أو تصوير. كما يُمكن أن يَعرض تقنيات فنية مُختلفة تحت موضوعِ عرضٍ فردي. قسم الحرف اليدوية لديه أنواع مماثلة لهذا العرض. إن الحُصول على عُروض فردية للأعمال الفنية يدل على النجاح الذي حققه الفنان ليستقل وعادةً ما تكون تلك العروض مصحوبةً بحفلات استقبال وقدرٍ كبير من الدعاية. قد يقدم المعرض أعمالاً أنتجت في الفترة الحالية، أو قد يكون نتاج فترات زمنية مُختلفة في مهنة الفنان، ويُطلق على ذلك الأخير بالأثر الرجعي.

## تاريخ المعارض الفردية
يعود تاريخ المعارض الفردية الفنية إلى عام 1623، ويرجح أن أول معرض منفرد في بريطانيا نظّمه جوزيف رايت من ديربي عام 1785، بعد عامٍ من رفضه أن يصبح أكاديميًا في الأكاديمية الملكية للفنون.
امتدت المعارض الفردية نحو المدن الكبيرة خلال القرن التاسع عشر وازدهرت خلال القرن العشرين، ثم بدأت في الانتشار بين المتاجر في المدن الصغيرة أيضًا، بعد منتصف القرن العشرين.